# Tegenpaus Laurentius
Laurentius, de zesde tegenpaus van de Rooms-Katholieke Kerk, verkreeg deze positie tijdens de sedisvacatie na de dood van paus Anastasius II. Een minderheid van geestelijken steunde Symmachus, terwijl een meerderheid van senatoren en adel Laurentius steunde. Op 22 november 498 werden ze beiden tot paus uitgeroepen.
In politiek opzicht stonden deze twee leiders lijnrecht tegenover elkaar. Laurentius wilde het Acaciaans schisma van Constantinopel, dat sinds 484 de Kerk in oost en west deelde, beëindigen, terwijl Symmachus dit onbespreekbaar vond. Omdat er al gauw rivaliteit ontstond tussen de twee, werd Theodorik de Grote, koning van Italië, erbij gehaald om het pleit te beslechten. Deze wees Symmachus in 499 aan als leider van de Kerk.
Nadat Symmachus echter in een aantal schandalen verwikkeld raakte, mede veroorzaakt door zijn tegenpartij, besloot Theodorik toch Laurentius naar Rome te halen en hem in het Paleis van Lateranen te installeren. Toen van 502 tot 506 deze situatie leidde tot veel straatgevechten en onrust, besloot men wederom Theodorik in te schakelen, die nu wel voor Symmachus koos, omdat Laurentius een te pro-Byzantijns beleid voerde.
Cursief: tegenpaus